# Aqhat
Aqhat is een held uit de Kanaänitische mythologie wiens verhaal bekend is van een heldendicht gevonden op een drietal, helaas niet volledige, kleitabletten uit Ras Sjamra.
Aqhats vader was Danel. Hij had wel een dochter Pugat, maar geen zonen en bracht daarom een aantal dagen en nachten in de tempel van El door om de vader der goden te vermurwen hem een zoon te geven.

Toen, Danel, de man van Rapau
de Held, de man van de Harnamiet
omgord gaf hij de goden voedsel
omgord gaf hij de heiligen drank
hij wierp zijn mantel af en legde zich neer
nam zijn kleed af en bracht de nacht door
Een dag ging voorbij en op de tweede
omgord gaf Danel aan de goden
omgord gaf hij de goden voedsel
omgord gaf hij de heiligen drank
Een derde dag ging voorbij en op de vierde
omgord gaf Danel aan de goden...

In een droom liet El uiteindelijk weten dat zijn wens in vervulling zou gaan. Danel keerde terug naar zijn paleis en zijn vrouw Danataya werd inderdaad zwanger. De Kotharat, de wijze vrouwen, godinnen van het huwelijk en de geboorte hielpen haar daarbij.
Na de geboorte van Aqhat kwam Kothar-wa-Hasis, de smid der goden, om Danel een boog en pijlen voor zijn zoon te brengen. Dit bracht echter Aqhat de afgunst van de godin Anat op zijn hals; zij was namelijk de godin van de jacht en de oorlog.
Eenmaal volwassen werd Aqhat uitgenodigd deel te nemen aan een maaltijd van de goden. Ook Anat was daar aanwezig Anat bood de jonge prins goud en zilver voor zijn boog en zijn pijlen en bood hem uiteindelijk zelfs onsterfelijkheid (in haar armen). Aqhat wees haar aanbod tamelijk bruusk van de hand en zei dat ondanks al haar schone beloften de dood op hem wachtte zoals op iedere sterveling. Hij ging zelfs zover al haar eerdere minnaars op te noemen, samen met hun uiteindelijk droevige lot en hij deed laatdunkend over haar kwaliteiten als een jager.

Bovendien wil ik dit toevoegen

Een boog is iets voor krijgers

Gaan vrouwen dan ook op jacht?

Anat zon op wraak. El moest uiteindelijk toegeven aan haar wens. Aqhat werd door Anat uitgenodigd de maaltijd de gebruiken in Abiluma, Yatpans stad van de rouwenden, de stad van de Maangod. Anat en haar beul Yatpan veranderden zich in grote vogels en Yatpan stortte zich op de nietsvermoedende Aqhat die net aan het eten was. Hij raakte hem twee keer op het hoofd, drie keer over de oren. Aqhat was dood en de gevolgen waren verschrikkelijk. Alle gewassen verdorden en gieren verzamelden zich en vlogen rond boven Danels huis. Danel en zijn dochter Pugat begonnen te weeklagen en Danel bad dat er "dauw, buien, ... het voordeel van Baäls stem" zou wezen. Daarna zocht Danel vertwijfeld zijn velden af, wensend dat Aqhat er zou zijn om de eens zo rijke oogst binnen te halen. Bij zijn terugkeer was er een boodschapper om hem te vertellen dat zijn geliefde zoon dood was. Danel doorzocht de ingewanden van de gieren om nog stukken van zijn lijk terug te vinden en begroef uiteindelijk wat er nog over was van Aqhats lichaam. Bij de begrafenis vervloekte hij de drie steden in de buurt van de plek des onheils, een heet Qor-Maym (waterbron), een tweede Mararat-tragullal-banir (de palm die dadels voortbrengt). Dit bracht zeven magere jaren waarin Danel rouwde over zijn zoon.
Zijn dochter Pugat vroeg hem om zijn zegen omdat zij haar broers dood wilde wreken. Zij wordt beschreven als:

Zij die water draagt
zij die dauw verzamelt in haar haar
zij die de loop der sterren kent

Pugat maakte zich op met wat cosmetica en deed haar beste kleed aan, waaronder zij een dolk verborg. Ze ging naar het kamp van Yatpan en papte wat aan met hem. Ze slaagde erin hem dronken te voeren en moest toehoren hoe hij dronken erover pochtte dat hij Aqhat gedood had.
Op dit punt breekt het tablet af, maar de afloop laat zich raden: net als Anat zelf in haar wraak op Baäls tegenstander, de Dood of in het geval van de Egyptische godin Isis die haar broer en echtgenoot Osiris wreekte zal Yatpan ongetwijfeld betaald hebben voor zijn euvele daad.